# Pierre Louis Charles de Failly
Pierre Louis Charles Achille de Failly (Rozoy-sur-Serre, 21 gennaio 1810 – Compiègne, 15 novembre 1892) è stato un generale francese.
Generale di divisione, sconfisse Giuseppe Garibaldi a Mentana (1867) ed ebbe in seguito un ruolo significativo al comando del V Corpo d'armata dell'Armata d'Alsazia (nota anche come Armata di Châlons) comandata da Patrice de Mac-Mahon, nel corso della guerra franco-prussiana (1870).
Da non confondere con Pierre Louis de Failly (1724-18..?), deputato della nobiltà del bailaggio di Vitry-le-François.

## La famiglia
Figlio di Louis Charles conte di Failly e di Sophie de Mons de Maigneux (a volte riportata nei documenti come Desmons); si sposò nel 1857 con Felicité de Frézals de Bourfaud, nata a Compiègne il 19 aprile 1821.

## Carriera militare
Diplomato alla École spéciale militaire de Saint-Cyr nel 1828, ebbe il suo battesimo del fuoco a Parigi, nel massacro della rue Transnonain, il 15 aprile 1834, guadagnandosi una reputazione di crudeltà.
Promosso colonnello nell'agosto 1851, generale di brigata dal 29 agosto 1854, partecipò alla guerra di Crimea e ne tornò generale di divisione.

## Magenta e Mentana
Dopo la campagna d'Italia il de Failly fu nominato grand'ufficiale della Legion d'Onore. Nel 1867, venne nominato comandante generale del piccolo corpo di spedizione francese inviato a fermare l'azione di Garibaldi su Roma, anche se affidò a dei sottoposti l'azione che portò alla battaglia di Mentana. Rimasto a Roma, fu lui che dopo Mentana telegrafò a Parigi: «i nostri fucili Chassepot hanno fatto delle meraviglie», frase poco felice per la quale fu criticato.

## La guerra franco-prussiana
Senatore dell'Impero, nel 1870 assunse il comando del V Corpo d'armata della Armata d'Alsazia. Gli venne rimproverata la condotta alla battaglia di Reichshoffen, il 6 agosto 1870, quando non offrì sufficiente assistenza al suo comandante Mac-Mahon.
Il 30 agosto 1870, si fece sorprendere dai prussiani alla battaglia di Beaumont, subendo importanti perdite. In effetti egli era giunto in ritardo in città poiché raggiunto in ritardo dai portaordini, e seppe proteggere la ritirata verso la Mosa in modo non insoddisfacente, alla luce delle sfavorevoli sproporzioni di forze con il nemico.
Egli venne, comunque, sostituito dal generale Emmanuel Félix de Wimpffen nel corso della ritirata da Beaumont a Sedan. Sicuramente pesò la sconfitta a Beaumont, probabilmente la cattiva fama guadagnata a Reichshoffen. In ogni caso era considerato un favorito dell'imperatore, il quale, in quei giorni di estrema difficoltà, doveva pur offrire qualche capro espiatorio ad una scalpitante opinione pubblica.
Fatto prigioniero alla battaglia di Sedan, di ritorno dalla prigionia in Germania scampò alla corte marziale e si ritirò a vita privata. Pubblicò un libro di memorie intitolato Campagne de 1870. Opérations et marches du 5ème corps jusqu'au 31 août (Bruxelles, 1871).